# Charles Swini
Charles Swini (ur. 28 lutego 1985 w Blantyre, zm. 20 lutego 2024 w Lilongwe) – piłkarz malawijski grający na pozycji bramkarza.

## Kariera klubowa
Karierę piłkarską Swini rozpoczął w klubie ESCOM United FC. W 2005 roku zadebiutował w jego barwach w pierwszej lidze Malawi i stał się pierwszym bramkarzem zespołu. W sezonach 2007 i 2010/20211 wywalczył z nim mistrzostwo Malawi. W 2012 przeszedł do Silver Strikers FC. W sezonach 2012/2013 i 2013/2014 został z nim mistrzem kraju. W latach 2015–2019 występował w mozambickim UD Songo. W latach 2017 i 2018 wywalczył z nim dwa mistrzostwa Mozambiku, a w 2016 i 2019 zdobył z nim dwa Puchary Mozambiku. W sezonie 2020/2021 grał w Civil Service United FC.

## Kariera reprezentacyjna
W reprezentacji Malawi Swini zadebiutował 25 października 2009 roku w przegranym 0:1 meczu COSAFA Cup 2009 z Mozambikiem, rozegranym w Harare. W 2010 roku w Pucharze Narodów Afryki 2010 był rezerwowym dla Swadica Sanudiego i nie rozegrał żadnego spotkania. Od 2009 do 2018 wystąpił w kadrze narodowej 35 razy.